# Boreobythus turonius
Boreobythus turonius  (лат.) — ископаемый вид мелких архаичных ос из семейства Scolebythidae из отложений мелового периода (янтарь). Единственный вид рода Boreobythus.

## Распространение
США, Нью-Джерси.

## Описание
Мелкие тёмно-коричневые осы длиной около 2 мм, переднее крыло 1,3 мм. Голова вытянутая, длиннее своей ширины. Скапус короткий, равен длине двух первых члеников усика.